# Pic Humboldt
El Pic Humboldt és una muntanya de 4.940 metres situada a la Sierra Nevada als Andes, i és el segon punt més alt de Veneçuela. Està situat dins el Parc Nacional Sierra Nevada a la Serralada de Mérida.
Al seu cim s'hi troba una de les tres glaceres del país andí, pel que està cobert de neus perpètues. Això no obstant, degut al procés d'escalfament global, la glacera podria eventualment acabar fonent-se i deixar sense neus el cim.
El cim va ser batejat l'any 1911 pel seu primer escalador, el geògraf, botànic i enginyer veneçolà Alfredo Jahn, en honor al naturalista alemany Alexander von Humboldt.